# Micrathena militaris
Micrathena militaris är en spindelart som först beskrevs av Fabricius 1775.  Micrathena militaris ingår i släktet Micrathena och familjen hjulspindlar. Inga underarter finns listade i Catalogue of Life.